# 遠く6マイルの彼女
『遠く6マイルの彼女』（とおく6マイルのかのじょ）は、ヤマグチノボル/著、松本規之/イラストによる日本のライトノベル。富士見ミステリー文庫刊。「海沿いのサマータイム」は連載時の名称。2006年2月発行。日立三部作の第2作目。

## ストーリー
高三の魚住研は6年前、バイク事故で亡くなった優秀な兄・究への劣等感を未だに抱いていた。バイクで国道を飛ばす瞬間だけ、忘れられる気がして走りを繰り返す。ある日、高校に兄の元カノ・森崎京子が赴任してくる。京子に惹かれていく研だったが、彼女もまた、究の死に囚われていることに気付いてしまう。究を失った6年前から、止まったままの自分と京子の時間。ほろ苦い劣等感と初恋を解かす、青春ピュア・ラブストーリー。 

## 登場人物
魚住研（うおずみ けん）
兄がいたが交通事故で亡くしている。
森崎京子（もりさき きょうこ）
英語のグラマーの教師として赴任する。
雨宮カオル（あまみや かおる）
啓介の妹。
魚住究（うおずみ きわむ）
研の死んだ兄貴。
雨宮啓介（あまみや けいすけ）
バイク屋の息子。

## 既刊一覧
- 『遠く6マイルの彼女』 ISBN 4-8291-6341-0